# South Warnborough
South Warnborough – wieś w Anglii, w hrabstwie Hampshire, w dystrykcie Hart. Leży 34 km na północny wschód od miasta Winchester i 67 km na południowy zachód od Londynu. W 2015 miejscowość liczyła 526 mieszkańców. South Warnborough jest wspomniana w Domesday Book (1086) jako Wergeborne.